# 松元繁
松元 繁（まつもと しげる、1971年5月30日 - ）は、埼玉県新座市出身の元プロ野球選手（投手）。右投右打。

## 来歴・人物
朝霞高では1年秋に野球部に中途入部したが、その後は川越工業高の佐藤剛と並び、県下有数の投手として名を馳せた。2年秋の県大会では3試合5本塁打を記録し、打者としても注目された。3年春は県大会で3完封、夏は故障により4番打者で登板機会がなかったにもかかわらず、1989年のドラフト会議では広島東洋カープとヤクルトスワローズに重複5位指名され、抽選の末ヤクルトが交渉権を獲得し入団。同期入団には古田敦也や西村龍次がいた。
本格派の投手として期待されたが、2年目に腎臓疾患で重大故障認定選手となり（練習生制度廃止による1992年限定の臨時措置。同制度唯一の適用選手）、選手生命の危機に立たされた。
5年目の1994年に復帰を果たすと、主に中継ぎとして活躍。1996年には主力投手が軒並み不振・故障が続出した中結果を残しチームトップの49試合に登板し初勝利を含む3勝をあげた。その後は、登板過多による故障や手術により一軍登板はなかった。1999年限りで現役を引退。
引退後はデータスタジアム株式会社に入社し、取締役執行役員を務めている。

## 詳細情報

### 年度別投手成績
| 年 度     | 球 団     | 登 板 | 先 発 | 完 投 | 完 封 | 無 四 球 | 勝 利 | 敗 戦 | セ 丨 ブ | ホ 丨 ル ド | 勝 率 | 打 者 | 投 球 回 | 被 安 打 | 被 本 塁 打 | 与 四 球 | 敬 遠 | 与 死 球 | 奪 三 振 | 暴 投 | ボ 丨 ク | 失 点 | 自 責 点 | 防 御 率 | W H I P |
| --------- | --------- | ----- | ----- | ----- | ----- | -------- | ----- | ----- | -------- | ----------- | ----- | ----- | -------- | -------- | ----------- | -------- | ----- | -------- | -------- | ----- | -------- | ----- | -------- | -------- | ------- |
| 1994      | ヤクルト  | 16    | 4     | 0     | 0     | 0        | 0     | 1     | 0        | --          | .000  | 143   | 31.2     | 28       | 5           | 19       | 0     | 1        | 21       | 0     | 1        | 19    | 12       | 3.41     | 1.48    |
| 1995      | ヤクルト  | 7     | 0     | 0     | 0     | 0        | 0     | 0     | 0        | --          | ----  | 41    | 8.1      | 7        | 1           | 7        | 0     | 1        | 6        | 0     | 0        | 4     | 3        | 3.24     | 1.68    |
| 1996      | ヤクルト  | 49    | 0     | 0     | 0     | 0        | 3     | 4     | 0        | --          | .429  | 340   | 78.2     | 80       | 7           | 36       | 7     | 4        | 46       | 4     | 1        | 34    | 28       | 3.20     | 1.47    |
| 通算：3年 | 通算：3年 | 72    | 4     | 0     | 0     | 0        | 3     | 5     | 0        | --          | .375  | 524   | 118.2    | 115      | 13          | 62       | 7     | 6        | 73       | 4     | 2        | 57    | 43       | 3.26     | 1.49    |

- 各年度の太字はリーグ最高

### 記録
- 初登板：1994年4月21日、対横浜ベイスターズ3回戦（神宮球場）、9回表から4番手で救援登板・完了、1回無失点
- 初先発：1994年4月23日、対中日ドラゴンズ2回戦（福岡ドーム）、7回1失点
- 初奪三振：同上
- 初勝利：1996年4月28日、対阪神タイガース5回戦（神宮球場）、5回表から2番手で救援登板、2回無失点

### 背番号
- 51 （1990年 - 1999年）